# Élections législatives de 1791 dans l'Aisne
Les élections législatives françaises de 1791 se déroulent le 6 septembre 1791. Dans l'Aisne, douze députés  sont à élire dans le cadre d'un scrutin plurinominal majoritaire.

## Mode de scrutin
En vertu des sections II et III du chapitre premier de la Constitution de 1791, les députés de la Assemblée nationale législative sont élus au suffrage censitaire indirect.
Au premier degré, seuls peuvent voter les "citoyens actifs", c'est-à-dire les citoyens satisfaisant aux cinq conditions suivantes :
- être âgé d'au moins 25 ans ;
- être domicilié dans le département de l'Aisne depuis au moins une année ;
- payer une contribution directe d'au moins trois livres ;
- être propriétaire ou usufruiter de biens dépassant un certain montant (variable en fonction des territoires) ;
- ne pas être dans un état de domesticité.

Ces citoyens actifs, réunis dans les assemblées primaires, désignent les électeurs, à raison d'un électeur pour cent citoyens actifs.
Au second degré, ces électeurs, réunis à Laon, élisent les douze députés et les quatre suppléants du département.

## Élus

### Députés
| Député élu                           |  | Parti      |
| ------------------------------------ |  | ---------- |
| Hyacinthe Prosper Carlier            |  | Feuillants |
| Jean Antoine Debry                   |  | Girondins  |
| Jean-Étienne Fache                   |  | Girondins  |
| Nicolas-Marie Quinette               |  | Girondins  |
| Louis-Jean-Samuel Joly de Bammeville |  | Marais     |
| François Louis Prudhomme             |  | Marais     |
| Pierre Loysel                        |  | Marais     |
| Louis-François Bernier               |  | Marais     |
| Jean-François Belin                  |  | Marais     |
| François Lobjoy                      |  | Marais     |
| Guillaume Ducreux                    |  | Marais     |
| Jean-Jacques Fiquet                  |  | Marais     |

### Suppléants
| Suppléant élu         |
| --------------------- |
| Louis Etienne Beffroy |
| Constant Louis Hébert |
| Gaspard Paulet        |
| Pierre François Zulit |

## Résultats

### Résultats globaux
|            | Marais       | 276 | 48,36  | 8 |  |  |
|            |              |     |        |   |  |  |
|            | Girondins    | 134 | 23,51  | 3 |  |  |
|            |              |     |        |   |  |  |
|            | Feuillants   | 39  | 6,83   | 1 |  |  |
|            |              |     |        |   |  |  |
|            | Inclassables | 122 | 21,31  |   |  |  |
|            |              |     |        |   |  |  |
| Votants    | Votants      | 571 | 95,71  |   |  |  |
| Abstention | Abstention   | 26  | 4,29   |   |  |  |
| Electeurs  | Electeurs    | 597 | 100,00 |   |  |  |

### Résultats détaillés

#### Premier député
- Député élu : Jean-François Belin (Marais).

| Candidat   | Candidat            | Parti      | Premier tour | Premier tour | Troisième tour* | Troisième tour* |
| Candidat   | Candidat            | Parti      | Voix         | %            | Voix            | %               |
| ---------- | ------------------- | ---------- | ------------ | ------------ | --------------- | --------------- |
|            | Jean Antoine Debry  | Girondins  | 224          | 38,42        | 255             | 43,00           |
|            | Jean-François Belin | Marais     | 191          | 32,76        | 338             | 57,00           |
|            | Autres candidats    | Divers     | 168          | 28,82        |                 |                 |
|            |                     |            |              |              |                 |                 |
| Votants    | Votants             | Votants    | 583          | 97,65        | 593             | 99,33           |
| Abstention | Abstention          | Abstention | 14           | 2,35         | 14              | 0,67            |
| Electeurs  | Electeurs           | Electeurs  | 597          | 100,00       | 597             | 100,00          |

* Le résultat du second tour de scrutin n'est pas connu avec précision mais est similaire au premier, avec MM. Debry et Belin se détachant nettement en tête sans qu'aucun n'obtienne la majorité absolue des suffrages.

#### Second député
- Député élu : Pierre Loysel (Marais).

| Candidat   | Candidat      | Parti      | Troisième tour* | Troisième tour* |
| Candidat   | Candidat      | Parti      | Voix            | %               |
| ---------- | ------------- | ---------- | --------------- | --------------- |
|            | Pierre Loysel | Marais     | 375             | 63,03           |
|            | M. Dupuis     | Divers     | 220             | 36,97           |
|            |               |            |                 |                 |
| Votants    | Votants       | Votants    | 595             | 99,66           |
| Abstention | Abstention    | Abstention | 2               | 0,64            |
| Electeurs  | Electeurs     | Electeurs  | 597             | 100,00          |

* Les résultats détaillés des deux premiers tours ne sont pas connus. M. Loysel arrive nettement en tête sans jamais atteindre la majorité absolue.

#### Troisième député
- Député élu : Guillaume Ducreux (Marais).

| Candidat   | Candidat          | Parti      | Premier tour | Premier tour |
| Candidat   | Candidat          | Parti      | Voix         | %            |
| ---------- | ----------------- | ---------- | ------------ | ------------ |
|            | Guillaume Ducreux | Marais     | 530          | 93,97        |
|            | Autres candidats  | Divers     | 34           | 6,03         |
|            |                   |            |              |              |
| Votants    | Votants           | Votants    | 564          | 94,47        |
| Abstention | Abstention        | Abstention | 33           | 5,53         |
| Electeurs  | Electeurs         | Electeurs  | 597          | 100,00       |

#### Quatrième député
- Député élu : Jean-Jacques Fiquet (Marais).

| Candidat   | Candidat            | Parti      | Premier tour | Premier tour |
| Candidat   | Candidat            | Parti      | Voix         | %            |
| ---------- | ------------------- | ---------- | ------------ | ------------ |
|            | Jean-Jacques Fiquet | Marais     | 427          | 78,21        |
|            | Autres candidats    | Divers     | 119          | 21,79        |
|            |                     |            |              |              |
| Votants    | Votants             | Votants    | 546          | 91,46        |
| Abstention | Abstention          | Abstention | 51           | 8,54         |
| Electeurs  | Electeurs           | Electeurs  | 597          | 100,00       |

#### Cinquième député
- Député élu : Jean-Étienne Fache (Girondins).

| Candidat   | Candidat           | Parti      | Premier tour | Premier tour |
| Candidat   | Candidat           | Parti      | Voix         | %            |
| ---------- | ------------------ | ---------- | ------------ | ------------ |
|            | Jean-Étienne Fache | Girondins  | 546          | 97,85        |
|            | Autres candidats   | Divers     | 12           | 2,15         |
|            |                    |            |              |              |
| Votants    | Votants            | Votants    | 558          | 93,47        |
| Abstention | Abstention         | Abstention | 39           | 6,53         |
| Electeurs  | Electeurs          | Electeurs  | 597          | 100,00       |

#### Sixième député
- Député élu : François Lobjoy (Marais).

| Candidat   | Candidat        | Parti      | Premier tour | Premier tour |
| Candidat   | Candidat        | Parti      | Voix         | %            |
| ---------- | --------------- | ---------- | ------------ | ------------ |
|            | François Lobjoy | Marais     | 580          | 100,00       |
|            |                 |            |              |              |
| Votants    | Votants         | Votants    | 580          | 97,15        |
| Abstention | Abstention      | Abstention | 17           | 2,85         |
| Electeurs  | Electeurs       | Electeurs  | 597          | 100,00       |

#### Septième député
- Député élu : Jean Antoine Debry (Girondins).

| Candidat   | Candidat           | Parti      | Premier tour | Premier tour |
| Candidat   | Candidat           | Parti      | Voix         | %            |
| ---------- | ------------------ | ---------- | ------------ | ------------ |
|            | Jean Antoine Debry | Girondins  | 554          | 96,52        |
|            | Autres candidats   | Divers     | 20           | 3,48         |
|            |                    |            |              |              |
| Votants    | Votants            | Votants    | 574          | 96,15        |
| Abstention | Abstention         | Abstention | 23           | 3,85         |
| Electeurs  | Electeurs          | Electeurs  | 597          | 100,00       |

#### Huitième député
- Député élu : Hyacinthe Prosper Carlier (Feuillants).

| Candidat   | Candidat                  | Parti      | Premier tour | Premier tour |
| Candidat   | Candidat                  | Parti      | Voix         | %            |
| ---------- | ------------------------- | ---------- | ------------ | ------------ |
|            | Hyacinthe Prosper Carlier | Feuillants | 468          | 79,05        |
|            | Autres candidats          | Divers     | 124          | 20,95        |
|            |                           |            |              |              |
| Votants    | Votants                   | Votants    | 592          | 99,16        |
| Abstention | Abstention                | Abstention | 5            | 0,84         |
| Electeurs  | Electeurs                 | Electeurs  | 597          | 100,00       |

#### Neuvième député
- Député élu : Louis-Jean-Samuel Joly de Bammeville (Marais).

| Candidat   | Candidat                             | Parti      | Premier tour | Premier tour |
| Candidat   | Candidat                             | Parti      | Voix         | %            |
| ---------- | ------------------------------------ | ---------- | ------------ | ------------ |
|            | Louis-Jean-Samuel Joly de Bammeville | Marais     | 430          | 73,13        |
|            | Autres candidats                     | Divers     | 158          | 26,87        |
|            |                                      |            |              |              |
| Votants    | Votants                              | Votants    | 588          | 98,49        |
| Abstention | Abstention                           | Abstention | 9            | 1,51         |
| Electeurs  | Electeurs                            | Electeurs  | 597          | 100,00       |

#### Dixième député
- Député élu : Nicolas-Marie Quinette (Girondins).

| Candidat   | Candidat               | Parti      | Premier tour | Premier tour |
| Candidat   | Candidat               | Parti      | Voix         | %            |
| ---------- | ---------------------- | ---------- | ------------ | ------------ |
|            | Nicolas-Marie Quinette | Girondins  | 288          | 54,03        |
|            | Autres candidats       | Divers     | 245          | 45,97        |
|            |                        |            |              |              |
| Votants    | Votants                | Votants    | 533          | 89,28        |
| Abstention | Abstention             | Abstention | 64           | 10,72        |
| Electeurs  | Electeurs              | Electeurs  | 597          | 100,00       |

#### Onzième député
- Député élu : François Louis Prudhomme (Marais).

| Candidat   | Candidat                 | Parti      | Premier tour | Premier tour |
| Candidat   | Candidat                 | Parti      | Voix         | %            |
| ---------- | ------------------------ | ---------- | ------------ | ------------ |
|            | François Louis Prudhomme | Marais     | 466          | 84,73        |
|            | Autres candidats         | Divers     | 84           | 15,27        |
|            |                          |            |              |              |
| Votants    | Votants                  | Votants    | 550          | 92,13        |
| Abstention | Abstention               | Abstention | 47           | 7,87         |
| Electeurs  | Electeurs                | Electeurs  | 597          | 100,00       |

#### Douzième député
- Député élu : Louis-François Bernier (Marais).

| Candidat   | Candidat               | Parti      | Premier tour | Premier tour |
| Candidat   | Candidat               | Parti      | Voix         | %            |
| ---------- | ---------------------- | ---------- | ------------ | ------------ |
|            | Louis-François Bernier | Marais     | 317          | 53,37        |
|            | Autres candidats       | Divers     | 277          | 46,63        |
|            |                        |            |              |              |
| Votants    | Votants                | Votants    | 594          | 99,50        |
| Abstention | Abstention             | Abstention | 3            | 0,50         |
| Electeurs  | Electeurs              | Electeurs  | 597          | 100,00       |